# CILAC
CILAC（Comité d'information et de liaison pour l'archéologie, l'étude et la mise en valeur du patrimoine industriel, 「考古学および産業遺産の評価・研究のための情報連絡会議」）は、フランスで1978年に創設された団体で、フランスにおける産業遺産の保護の促進や、関連する諸研究の奨励を目的としている。
ただし、この会議自身としてはいかなる産業遺跡の管理も行っていないし、産業考古学の保護を目的とする諸団体がメンバーにはなっていても、それらと一つに纏まっているわけではない。この会議は産業遺産に関心を持つ全ての人々に向けた情報網として機能しており、必要に応じて公権力やメディアの周辺でのスポークスマンの役割も果たす。また、国際産業遺産保存委員会（TICCIH）のフランス代表でもある。
CILACは年2回、機関誌『産業考古学』（L'archéologie industrielle）を刊行している。これは学術誌であると同時に、例えば、保存上の危機に晒されているような産業遺産があったりすれば、ニュースで注目されるような論陣を張る機関誌にもなる。